# Cilia van Dijk

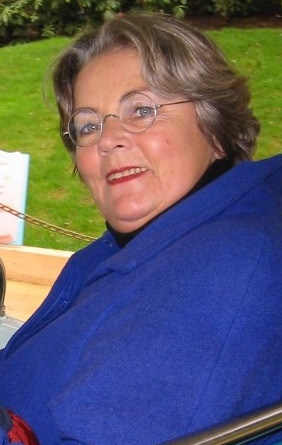
Cilia van Dijk (2003)

Cilia van Dijk, geb. Cilia van Lieshout, (* 22. November 1941 in Uden; † 26. April 2023) war eine niederländische Filmproduzentin.

## Leben
Cilia van Lieshout wuchs in Uden auf. Sie heiratete 1963 den ebenfalls aus Uden stammenden Trickfilmer Gerrit van Dijk (1938–2012). Das Paar hat einen Sohn (* 1966) und eine Tochter (* 1968). Sie wurde 1978 Mitglied der Holland Animation Association, der sie bis 1989 angehörte.
In den 1960er-Jahren begann van Dijk als Filmproduzentin zu arbeiten. Sie gründete 1978 die Filmproduktionsfirma Animated People, die 1993 zum Netherlands Institute for Animated Film wurde. Neben Werken ihres Mannes, wie der zwölfteiligen Kurzanimationsfilmreihe Jute, produzierte sie Kurzanimationsfilme unter anderem von Piet Kon (DaDa) und Sjaak Meilink (Stiltwalkers). Ihr größter internationaler Erfolg als Produzentin wurde 1984 Anna & Bella von Børge Ring, für den sie 1986 einen Oscar erhielt.
2018 wurde sie in die Academy of Motion Picture Arts and Sciences berufen, die jährlich die Oscars vergibt.

## Filmografie
- 1979: Jute
- 1983: Haast een hand
- 1983: A Good Turn Daily
- 1984: Anna & Bella
- 1986: Animation Has No Borders
- 1988: Pas à deux
- 1991: Frieze Frame
- 1995: De houten haarlemmers
- 1997: DaDa
- 1998: Ik beweeg, dus ik besta
- 1999: Applause
- 2001: Radio Umanak
- 2002: Stiltwalkers

## Auszeichnungen
- 1986: Oscar, Bester animierter Kurzfilm, für Anna & Bella